# Segunda Provincial de Granada 2013-14
La Segunda Provincial de Granada 2013/14 es la 12.ª edición de la competición. El torneo lo organiza la Liga Nacional de Fútbol Profesional. Comenzó el 29 de agosto y finalizará el 16 de febrero.

## Sistema de competición
La Segunda Provincial de Granada 2013/14 estará organizada por la Liga Nacional de Fútbol Profesional (LFP).
Como en temporadas precedentes, constará de un grupo único integrado por 12 clubes de toda la geografía española. Siguiendo un sistema de liga, los 12 equipos se enfrentaran todos contra todos en dos ocasiones —una en campo propio y otra en campo contrario— sumando un total de 22 jornadas. El orden de los encuentros se decidirá por sorteo antes de empezar la competición.
La clasificación final se establecerá con arreglo a los puntos obtenidos en cada enfrentamiento, a razón de tres por partido ganado, uno por empatado y ninguno en caso de derrota. Si al finalizar el campeonato dos equipos igualasen a puntos, los mecanismos para desempatar la clasificación son los siguientes:
1. El que tenga una mayor diferencia entre goles a favor y en contra en los enfrentamientos entre ambos.
2. Si persiste el empate, se tendrá en cuenta la diferencia de goles a favor y en contra en todos los encuentros del campeonato.

Si el empate a puntos se produce entre tres o más clubes, los sucesivos mecanismos de desempate son los siguientes:
1. La mejor puntuación de la que a cada uno corresponda a tenor de los resultados de los partidos jugados entre sí por los clubes implicados.
2. La mayor diferencia de goles a favor y en contra, considerando únicamente los partidos jugados entre sí por los clubes implicados.
3. La mayor diferencia de goles a favor y en contra teniendo en cuenta todos los encuentros del campeonato.
4. El mayor número de goles a favor teniendo en cuenta todos los encuentros del campeonato.
5. El club mejor clasificado con arreglo a los baremos de fair play.

### Efectos de la clasificación
El equipo que más puntos sume al final del campeonato será proclamado campeón de la Liga de Segunda Provincial de Granada y obtendrá automáticamente el ascenso a Primera Provincial de Granada para la próxima temporada. Los tres siguientes clasificados —puestos del 2.º al 4.º, excluyendo los equipos filiales que ocupen dichas posiciones en la tabla— disputarán un play-off . Las plazas en Segunda División de los cuatro equipos ascendidos serán cubiertas la próxima temporada por los tres últimos clasificados, esta temporada, en Primera Provincial.
Por su parte, el último clasificados de Segunda Provincial de Granada —puestos del 12.º— será descendido.

## Ascensos y descensos
| Pos. | Ascendidos a Primera Provincial de Granada 2013/14 |
| ---- | -------------------------------------------------- |
| 1.º  | Club de Fútbol Motril                              |
| 2.º  | Armilla Club de Fútbol                             |
| 3.º  | Albolote Club de Fútbol                            |

| Pos. | Descendidos de Primera Provincial de Granada 2012/13 |
| ---- | ---------------------------------------------------- |
| 18.º | Benalúa Villas 2011                                  |
| 19.º | Píñar Club de Fútbol                                 |
| 20.º | Atlético Darro                                       |

| Pos. | Descendidos a Tercera Provincial de Granada 2013/14 |
| ---- | --------------------------------------------------- |
| 18.º | Unión Deportiva Beiro                               |
| 20.º | Montillana Club de Fútbol                           |
| 21.º | Atlético Dehesas                                    |

| Pos. | Ascendidos de Tercera Provincial de Granada 2012/13 |
| ---- | --------------------------------------------------- |
| 1.º  | Club Deportiva Torrenueva                           |
| 2.º  | Puerto de Motril Club de Fútbol                     |
| 3.º  | Benamaurel Atlético                                 |
| 4.º  | Sporting de Purchena                                |

## Equipos y estadios
| Equipo                         | Entrenador                  | Provincia | Estadio                                | Aforo | Marca | Patrocinador principal | Otros patrocinadores |  |
| ------------------------------ | --------------------------- | --------- | -------------------------------------- | ----- | ----- | ---------------------- | -------------------- |  |
| Unión Deportiva Alhameña       | Antonio Sánchez Moreno      | Granada   | Estadio Municipal de Alhama de Granada | 1.250 |       |                        |                      |  |
| Atlético Dehesas               | Manuel Gálvez               | Granada   | Municipal de Dehesas Viejas            | 1.000 |       |                        |                      |  |
| Unión Deportiva Beiro          | Juan Varela Saavedra        | Granada   | Estadio San Francisco Javier           | 500   |       |                        |                      |  |
| Fútbol Club Cubillas           | Javier Martínez Caro        | Granada   | Estadio Municipal de Albolote          | 3.000 |       |                        |                      |  |
| Darro Club de Fútbol 1985      | José Venegas                | Granada   | Estadio Municipal de Darro             |       |       |                        |                      |  |
| Dehesas de Guadíx              | Manuel Alonso Sánchez       | Granada   | Estadio Don Manuel Tortosa López       |       |       |                        |                      |  |
| Club Deportiva Huéscar         | Pedro Gor Guirao            | Granada   | Estadio Municipal Las Santas           | 2.000 |       |                        |                      |  |
| Club Deportiva Huétor Vega "B" | Miguel Ángel Ferrer Gamarra | Granada   | Estadio Las Viñas                      | 1.000 |       |                        |                      |  |
| Nívar Club Deportivo           |                             | Granada   |                                        |       |       |                        |                      |  |
| Otura Atlético                 | Jorge Puga Martínez         | Granada   | Estadio Cañada de la Era               | 1.000 |       |                        |                      |  |
| Píñar Club de Fútbol           |                             | Granada   | Estadio Municipal de Píñar             |       |       |                        |                      |  |
| Reino de Granada               |                             |           |                                        |       |       |                        |                      |  |

## Clasificación
|  |     | Equipos                        |  | PJ | G | E | P | GF | GC | Dif. | Pts. |
|  | --- | ------------------------------ |  | -- | - | - | - | -- | -- | ---- | ---- |
|  | 1.  | Club Deportivo Huétor Vega "B" |  | 11 | 8 | 2 | 1 | 24 | 13 | +11  | 24   |
|  | 2.  | Fútbol Club Cubillas           |  | 12 | 6 | 3 | 3 | 16 | 11 | +5   | 18   |
|  | 3.  | Reino de Granada               |  | 11 | 5 | 4 | 2 | 18 | 14 | +4   | 16   |
|  | 4.  | Atlético Dehesas               |  | 12 | 5 | 5 | 2 | 12 | 9  | +3   | 13   |
|  | 5.  | Unión Deportiva Alhameña       |  | 12 | 5 | 4 | 3 | 13 | 10 | +3   | 11   |
|  | 6.  | Unión Deportiva Beiro          |  | 11 | 5 | 2 | 4 | 9  | 7  | +2   | 9    |
|  | 7.  | Dehesas de Guadíx              |  | 12 | 5 | 4 | 3 | 12 | 11 | +1   | 7    |
|  | 8.  | Otura Atlético                 |  | 12 | 4 | 6 | 2 | 15 | 12 | +3   | 6    |
|  | 9.  | Darro Club de Fútbol 1985      |  | 5  | 1 | 0 | 4 | 4  | 8  | -4   | 3    |
|  | 10. | Club Deportivo Huéscar         |  | 3  | 0 | 0 | 3 | 6  | 10 | -4   | 3    |
|  | 11. | Nívar Club Deportivo           |  | 4  | 0 | 0 | 4 | 5  | 11 | -6   | 3    |
|  | 12. | Píñar Club de Fútbol           |  | 0  | 0 | 0 | 0 | 0  | 0  | +0   | 0    |

|  | Asciende a Primera Provincial de Granada 2014/15  |
|  | Desciende a Tercera Provincial de Granada 2014/15 |

### Primera Vuelta
| Fútbol Club Cubillas     | 3 - 1 | Darro Club de Fútbol 1985      | Estadio Municipal de Albolote          | 29 de septiembre | 21:00 |  |
| Unión Deportiva Alhameña | 4 - 0 | Unión Deportiva Beiro          | Estadio Municipal de Alhama de Granada | 29 de septiembre | 19:00 |  |
| Reino de Granada         | 5 - 4 | Nívar Club Deportivo           |                                        | 29 de septiembre | 19:00 |  |
| Otura Atlético           | 1 - 2 | Club Deportivo Huéscar         | Estadio Cañada de la Era               | 29 de septiembre | 19:00 |  |
| Dehesas de Guadíx        | 2 - 4 | Club Deportivo Huétor Vega "B" | Estadio Don Manuel Tortosa López       | 29 de septiembre |       |  |

| Darro Club de Fútbol 1985      | 3 - 4 | Dehesas de Guadíx    | Estadio Municipal de Darro   | 6 de octubre | 19:00 |  |
| Unión Deportiva Beiro          | 2 - 3 | Fútbol Club Cubillas | Estadio San Francisco Javier | 6 de octubre | 19:00 |  |
| Nívar Club de Fútbol           | 0 - 1 | Atlético Dehesas     |                              | 6 de octubre | 19:00 |  |
| Club Deportivo Huéscar         | 0 - 2 | Reino de Granada     | Estadio Municipal Las Santas | 6 de octubre | 19:00 |  |
| Club Deportivo Huétor Vega "B" | 6 - 0 | Otura Atlético       | Estadio Las Viñas            | 6 de octubre | 21:00 |  |

### Máximos goleadores
| Pos. | Jugador     | Equipo                         | Goles |
| ---- | ----------- | ------------------------------ | ----- |
| 1.°  | Borja       | Club Deportivo Huétor Vega "B" | 7     |
| 2.°  | Johny       | Club Deportivo Huétor Vega "B" | 6     |
| 2.°  | José        | Dehesas de Guadíx              | 6     |
| 2.°  | Raúl        | Dehesas de Guadíx              | 5     |
| 5.°  | Asesinisimo | Fútbol Club Cubillas           | 5     |
| 6.°  | Antonio     | Otura Atlético                 | 5     |
| 6.°  | Juanka      | Unión Deportiva Beiro          | 4     |
| 6.°  | Lechero     | Club Deportivo Huétor Vega "B  | 4     |
| 9.°  | Josemi      | Fútbol Club Cubillas           | 3     |
| 9.°  | Lolo        | Otura Atlético                 | 3     |

### Porteros menos goleados
| Pos. | Jugador | Equipo            | Goles enc. | Partidos | Cociente |
| ---- | ------- | ----------------- | ---------- | -------- | -------- |
| 1.°  | Nanu    | Atlético Dehesas  | 11         | 7        | 0.58     |
| 2.°  | Óscar   | Dehesas de Guadíx | 15         | 6        | 0.64     |

- Datos: Q16629780